# Combat de Riaillé (1832)
Pour les articles homonymes, voir Combat de Riaillé.
Guerre de Vendée et Chouannerie de 1832
Batailles
- Chanay
- Toucheneau
- Maisdon
- Le Chêne
- La Penissière
- Riaillé
- Saint-Aubin-des-Ormeaux

Le combat de Riaillé ou combat de Colombeau se déroule le 6 juin 1832 lors de la cinquième chouannerie.

## Déroulement
Le 6 juin, 800 chouans commandés par Bernardin Macé de La Roche-Macé et Félix de Landemont atteignent Riaillé où ils sont attaqués par un bataillon du 31e et une section du 54e régiment d'infanterie de ligne venus de Bonnœuvre. Les officiers chouans entament des pourparlers avec les Orléanistes mais des coups de feu isolés déclenchent le combat. Les Chouans chargent à la baïonnette, mettent les soldats en fuite et les repoussent jusqu'à la forêt au lieu-dit Colombeau. 

## Pertes
Selon Courson, les troupes orléanistes ont perdu le tiers de leurs effectifs. Cependant, l'état civil de Riaillé ne mentionne que quatre noms de grenadiers du 54e, tués lors du combat,. Ce combat est cependant la seule victoire des légitimistes, peu de temps après, les Chouans doivent abandonner le bourg face à l'avancée des troupes du général Dermoncourt qui marchaient sur eux.